# チアンラックノーイ駅
チアンラックノーイ駅（チアンラックノーイえき、タイ語:สถานีรถไฟเชียงรากน้อย）は、タイ王国中部アユタヤ県バーンパイン郡にある、タイ国有鉄道北本線の駅である。

## 概要
チアンラックノーイ駅はタイ王国中部アユタヤ県の人口約8万8千人が暮らすバーンパイン郡にある、タイ国有鉄道北本線の駅である。クルンテープ駅から46.01km地点にあり、普通列車で1時間20分程度である。町の中心部にあり、駅の正面側（東側）が、市街地である。
二等駅で1日当たり上り（バンコク方面）10列車、下り（チエンマイ、ウボンラーチャターニー方面）14列車が発着し、下りの1列車（快速列車）を除く全ての列車が普通列車である。タイ国鉄の北本線と東北本線の共用区間に位置し当駅を含むランシット駅-バーンパーチー分岐駅が3線区間である。

## 歴史
1897年3月26日にタイ官営鉄道最初の区間が、クルンテープ駅 - (現)アユタヤ駅間に開業した。同時に当駅も中間駅として開業した。
- 1897年3月26日 【開業】クルンテープ駅 - アユタヤ駅 (71.08km)

## 駅構造
相対式ホーム及び島式2面の複合型ホーム4面5線をもつ地上駅であり、駅舎はホームに面している。

## 駅周辺
- ナワナコーン工業団地